# Parque natural de Montserrat
El Parque Natural de Montserrat (en catalán Parc Natural de la Serra de Montserrat) es un espacio natural protegido español de la provincia de Barcelona, Cataluña, distribuido entre las comarcas de Noya, Bages, Vallés Occidental y Bajo Llobregat. Fue declarado parque natural en 1987 para proteger un entorno natural y patrimonio privilegiado, y una de las montañas más simbólicas para los catalanes.